# Френк Макдугалл
Френк Макдугалл (англ. Frank McDougall, 21 лютого 1958, Глазго — 1 жовтня 2023) — шотландський футболіст, що грав на позиції нападника. Виступав, зокрема, за клуби «Сент-Міррен» та «Абердин».

## Ігрова кар'єра
Макдугалл народився 21 лютого 1958 року в місті Глазго і в юності мріяв стати боксером, але був помічений під час аматорських змагань тренером «Хартс» Боббі Сейтом і влився до юнацької команди единбурзького клубу.
Кар'єра в «Хартс» була перервана через проблеми із зором, які вилилися у піврічну ігрову паузу. Після одужання Френк виступав за юніорські команди «Дантаучер Гіберніан» та «Глазго Пертшир». Після невдалих переговорів про перехід у «Партік Тісл», був підписаний контракт з клубом «Клайдбанк». 
Після 28 голів за «Клайдбанк» у сезоні 1978–79 був проданий у «Сент-Міррен» за £150,000, що стало рекордним трансфером у Шотландії на той час. Відіграв за команду з Пейслі наступні п'ять сезонів своєї ігрової кар'єри. Більшість часу, проведеного у складі «Сент-Міррена», був основним гравцем атакувальної ланки команди. У складі «Сент-Міррена» був одним з головних бомбардирів команди, маючи середню результативність на рівні 0,38 голу за гру першості.
1984 року перейшов до клубу «Абердин». У складі цього клубу став найкращим бомбардиром шотландського Прем'єр-дивізіону в сезоні 1984–85, забивши 22 гола. В «Абердині» Френк отримав серйозну травму спини, рецидиви якої увесь час турбували його. Останній матч за абердинців Макдугалл провів в серпні 1986 року проти «Гіберніан». Пролікувавшись шість місяців, він так і не зміг повернути собі колишніх кондицій, тому вимушений був завершити кар'єру у віці 29 років.

## Титули та досягнення
- Чемпіонат Шотландії
  - Чемпіон (1): 1984–85
- Кубок Шотландії
  - Володар (1): 1985–86
- Кубок шотландської ліги
  - Володар (1): 1985–86